# Chilocarpus denudatus
Chilocarpus denudatus är en oleanderväxtart som beskrevs av Carl Ludwig von Blume. Chilocarpus denudatus ingår i släktet Chilocarpus och familjen oleanderväxter. Inga underarter finns listade i Catalogue of Life.